# Hubert Parry
Charles Hubert Hastings Parry (Bournemouth, 27 februari 1848 – Rustington, 7 oktober 1918) was een Engels componist, pianist en musicoloog. Hij is het bekendst door zijn compositie And did those feet in ancient time/Jerusalem uit 1916 naar de tekst And did those feet in ancient time van William Blake, een patriottistisch lied dat jaarlijks luidkeels door het publiek wordt meegezongen tijdens de Last Night of the Proms.

## levensloop
Hubert Parry stamde uit gegoede kringen. Zijn grootvader was lid geweest van de directie van de Britse Oost-Indische Compagnie. Parry ging naar kostschool op onder andere Eton. Hij studeerde aan Exeter College in Oxford. Daarna ging hij muziek studeren in Stuttgart en nadien in Londen.
Parry nam pianolessen bij Edward Dannreuther. Zijn eerste keus was Brahms maar daar kwam hij niet aan de bak. Dannreuther was op dat ogenblik de belangrijkste en bekendste pianist in Engeland. Hij voerde de beide pianoconcerten van Liszt voor het eerst uit in Engeland maar ook Grieg en Tsjaikovski's eerste. Hij bracht zelfs enkele verbeteringen aan in het eerste pianoconcert van Tsjaikovski die door de componist geaccepteerd werden en toegevoegd werden. Dannreuther was ook een enorm voorvechter van de muziek van Wagner. Hij had ook een aandeel in de première van de Ring in Bayreuth (waar hij Parry vrijkaartjes voor gaf).
Via zijn lessen bij Dannreuther kwam Parry in contact met de ‘modernen’ van de 19e eeuw.
In 1880 schreef Parry zijn enige pianoconcert. Hij was de eerste Engelse componist die een poging ondernam een pianoconcert te schrijven dat kon wedijveren met het eerste pianoconcert van Brahms. Charles Villiers Stanford had al eens een poging ondernomen in 1873 met een pianoconcert in Bes maar heeft het nooit afgemaakt.
Hij verwierf bekendheid met een zetting van Shelleys gedicht Prometheus Unbound. Zijn latere collega Stanford dirigeerde de première van dit werk. Een veel groter succes werd zijn koorwerk Blest Pair of Sirens (1887) dat hem op slag tot Engelands beste componist van koormuziek maakte. Parry ging oratoria schrijven en componeerde daarnaast bijvoorbeeld een zetting van Psalm 130, De profundis (1891). Dear Lord and Father of Mankind is een van zijn geliefdste kerkliederen. Verder schreef hij ook orkestwerken, onder andere vijf symfonieën, symfonische variaties, het symfonisch gedicht From Death to Life en de Elegy for Brahms (1897).
In 1884 werd Parry benoemd aan het Royal College of Music te Londen waar hij tot zijn dood bleef werken. Hij werd in 1894 de directeur van dit conservatorium. In 1900 volgde hij John Stainer op als hoogleraar muziek te Oxford. Hoewel Edward Elgar Parry's cantates bewonderde, vonden deze werken weinig waardering bij het publiek. Van zijn latere werken vallen vooral te noemen de Coronation Anthem I was glad (naar Psalm 122), de vaderlandslievende hymne Jerusalem (And did those feet in ancient time), later georkestreerd door Elgar, en de Songs of Farewell (1916-1918) voor koor a capella. In totaal schreef Parry bijna 300 werken
In 1898 werd hij in de adelstand verheven en kreeg hij de titel 'sir' en in 1903 de hogere rang 'baronet'.

## Pianoconcert in Fis
Eind 1877 had Parry al verscheidene werken voor piano geschreven. Door deze composities en zijn werk als musicoloog bij Grove’s Dictionary of Music and Musicians, een muziekencyclopedie die tegenwoordig nog steeds geldt als standaardwerk, steeg zijn ster in het muzikale leven in Londen.
In 1880 voerde Dannreuther, die Parry tijdens het componeren geadviseerd had, het pianoconcert uit in Crystal Palace en later nog enkele keren o.l.v. Hans Richter. De cadens in het eerste deel werd op advies van collega componist Corder wat ingekort. Het stuk was van het begin af aan een succes en werd geregeld uitgevoerd. Voor het laatst op 19 oktober 1895 door pianist Frederic Dawson. Toen was het afgelopen. Precies honderd jaar later in 1995 werd het voor de allereerste keer opgenomen door pianist Piers Lane in de serie Romantic Piano Concerto van Hyperion, na een uitgebreide reconstructie van het manuscript. Het is een briljant stuk, geschreven op het lijf van virtuoos Dannreuther: melodieus, fantasievol, verrassende modulaties en structureel heel experimenteel voor die tijd. Die verrassende modulaties doen een beetje denken aan de Hammerklavier Sonata van Beethoven die Parry heel uitgebreid samen met Dannreuther bestudeerd heeft. Al met al is het pianoconcert in Fis van Parry een, vooral historisch gezien, niet onbelangrijk werk.

## Stijl
Parry's stijl stond onder grote invloed van Johann Sebastian Bach en Johannes Brahms, maar heeft toch een eigen, soms hoekig, karakter door de diatoniek die hij veelvuldig toepaste. In ieder geval is het opmerkelijk hoe onmiskenbaar "Engels" zijn muziek klinkt. De symfonische variaties staan op het niveau van Brahms' Haydn-variaties en Antonín Dvořáks Symfonische variaties. Met name Elgar en Ralph Vaughan Williams werden door hem geïnspireerd.
Door zijn brede activiteit schoot zijn eigen compositorisch oeuvre erbij in, maar hij was vele jaren de spil van het Engelse muziekleven, ook door zijn publicaties. Van de symfonieën en symfonische gedichten zijn opnamen verschenen op het label Chandos.

## Werken (selectie)
- 1877: Concertstuk in G-mineur
- 1881: Symfonie 1
- 1883: Symfonie 2
- 1883: The Glories of our Blood and State (op tekst van Shirley)
- 1888: Symfonie 3 'Engelse'
- 1889: Symfonie nr. 4
- 1891: De Profundis
- 1892: Job
- 1892: Lotus eaters
- 1895: Invocation to music
- 1897: Symfonische variaties
- 1897: Elegie voor Brahms
- 1897: Ode 'Blest Pair of Sirens'
- 1906: The soul's ransom
- 1911: Te Deum
- 1912: An Ode on the Nativity
- 1912: Symfonie 5 '1912'
- 1914: From death to life
- 1915: Engelse suite
- 1916: Jerusalem
- The frogs-incidental music
- Overture to unwritten tragedy
- An English Suite (postuum)